# با دوست‌دخترت به هم بزن، حوصلم سررفته
«با دوست‌دخترت به هم بزن، حوصلم سررفته» (به انگلیسی: Break Up with Your Girlfriend, I'm Bored) ترانه‌ای از خواننده اهل ایالات متحده آمریکا آریانا گرانده برای پنجمین آلبوم استودیویی خود، ممنون، بعدی (۲۰۱۹) است. ترانه در ۸ فوریه ۲۰۱۹ به‌عنوان دومین تک‌آهنگ آلبوم توسط ریپابلیک رکوردز منتشر شد.